# Ewerth Sjunnesson
Nils Sjunne Ewerth Sjunnesson, más conocido como Ewerth Sjunnesson (25 de junio de 1922 - 1 de abril de 2008) fue un jugador de balonmano sueco. Fue un componente de la Selección de balonmano de Suecia.
Con la selección ganó la medalla de oro en el Campeonato Mundial de Balonmano Masculino de 1954.

## Palmarés

### Kristianstad
- Liga sueca de balonmano masculino (3): 1948, 1952, 1953

## Clubes
- IFK Kristianstad